# Chiesa di Sant'Ulderico (San Dorligo della Valle)
La chiesa plebanale di Sant'Ulderico Vescovo e Confessore (in sloveno Prafarna cerkev Svetega Urha škofa in spoznavalca) è la parrocchiale di Dolina, in provincia e diocesi di Trieste; fa parte del decanato di Opicina. È una delle parrocchie appartenenti storicamente alla comunità linguistica autoctona slovena in Italia.

## Storia

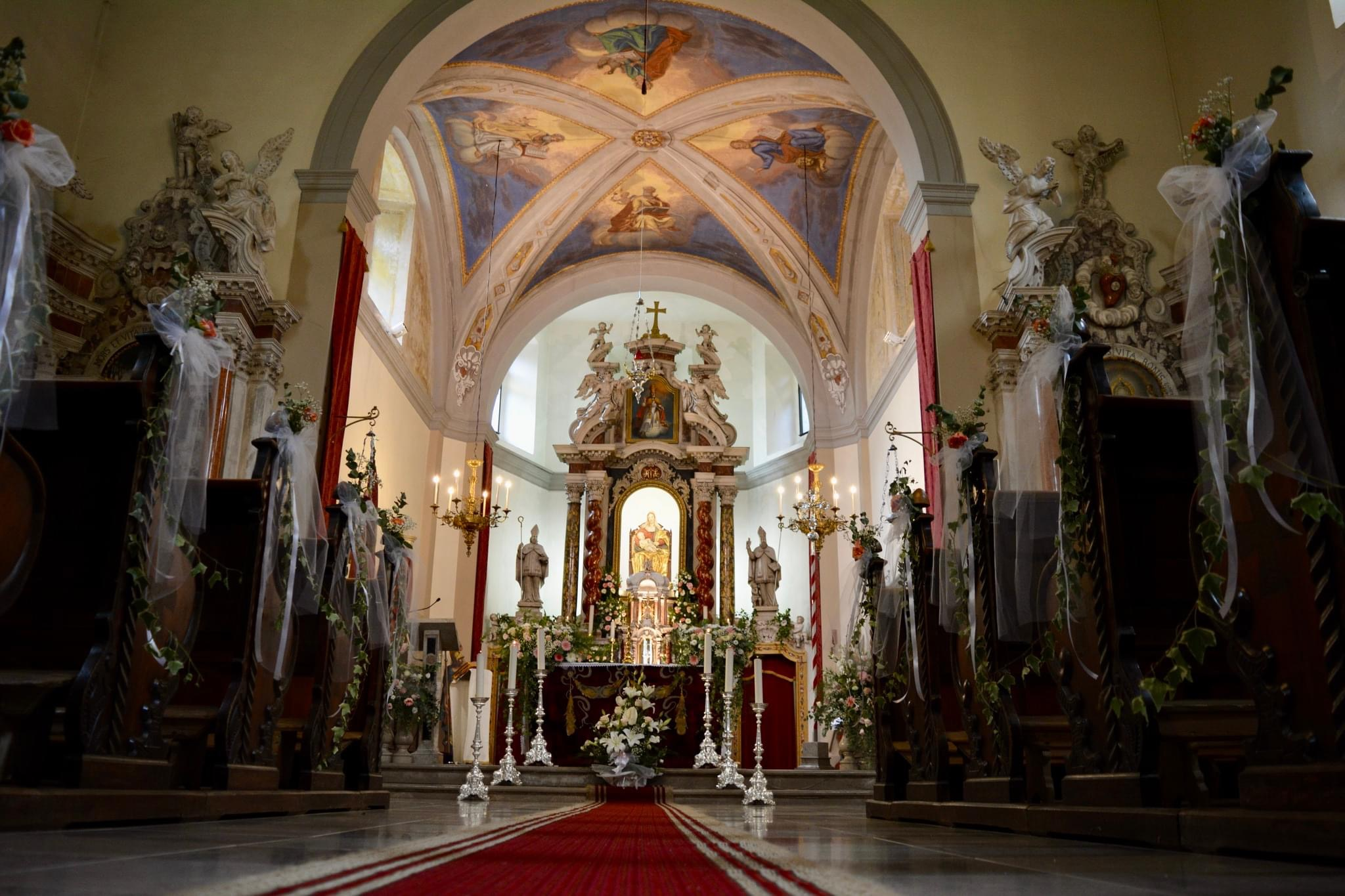
L'altare maggiore della pieve

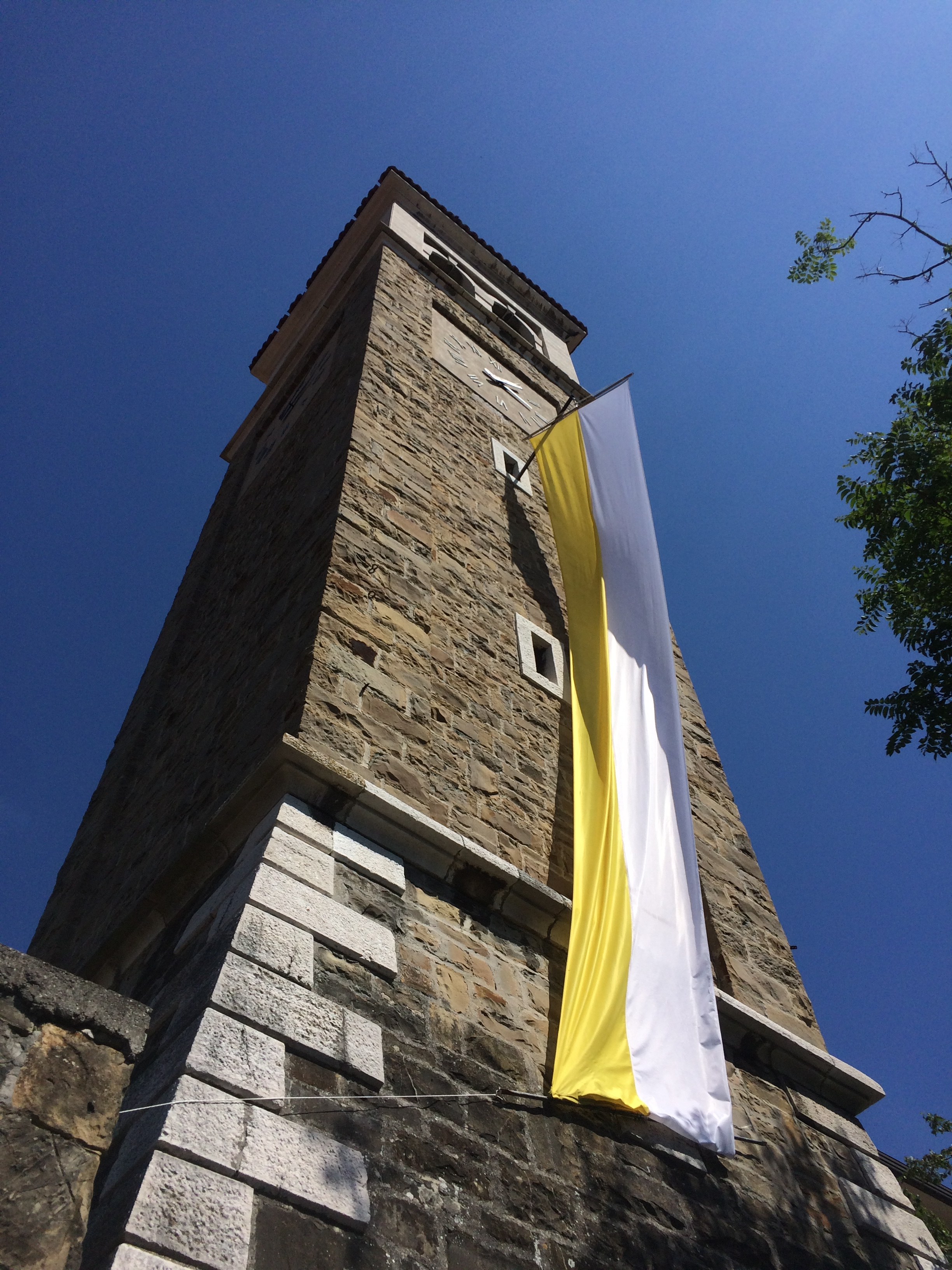
Campanile della Pieve di Dolina

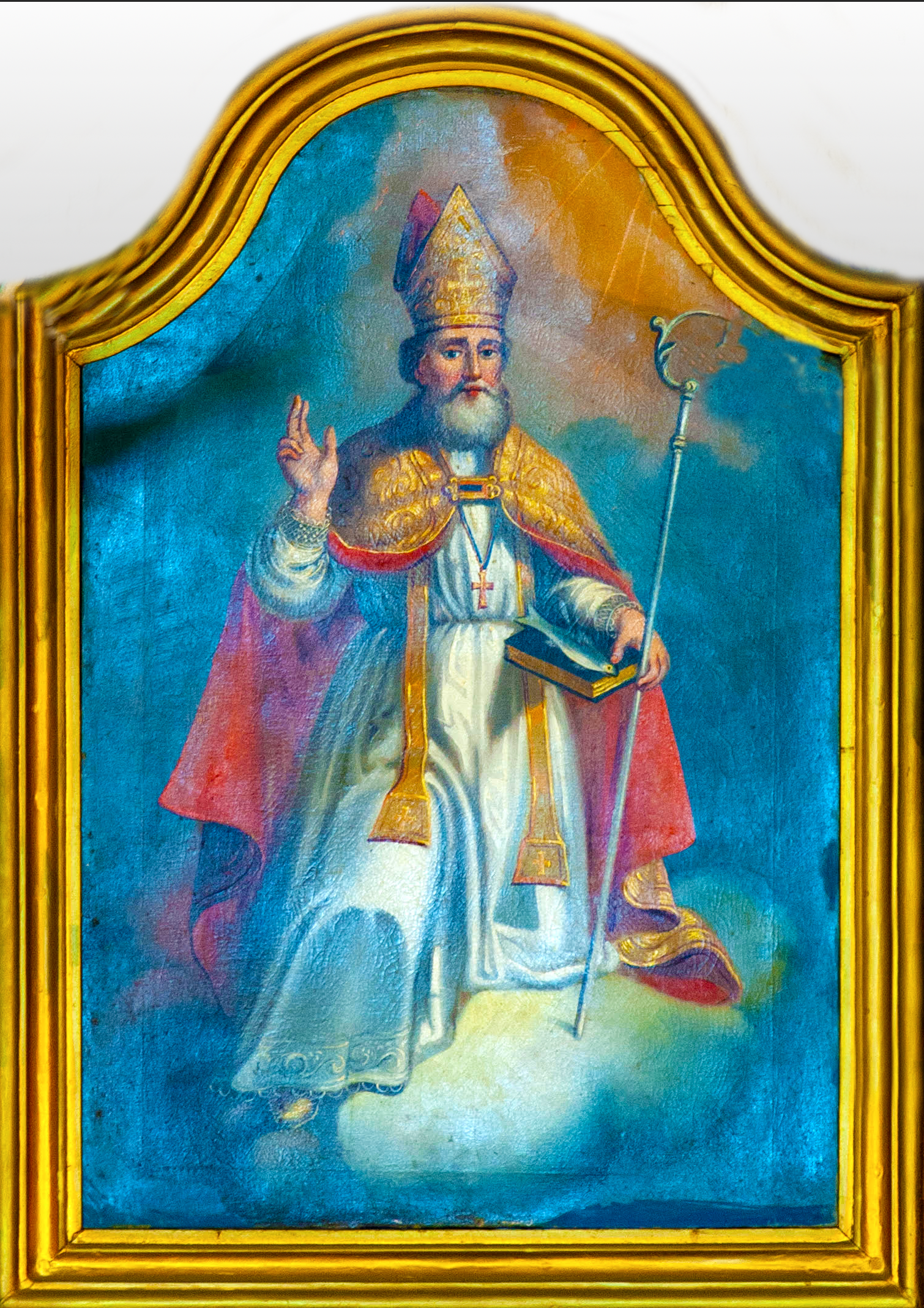
Sant'Ulderico

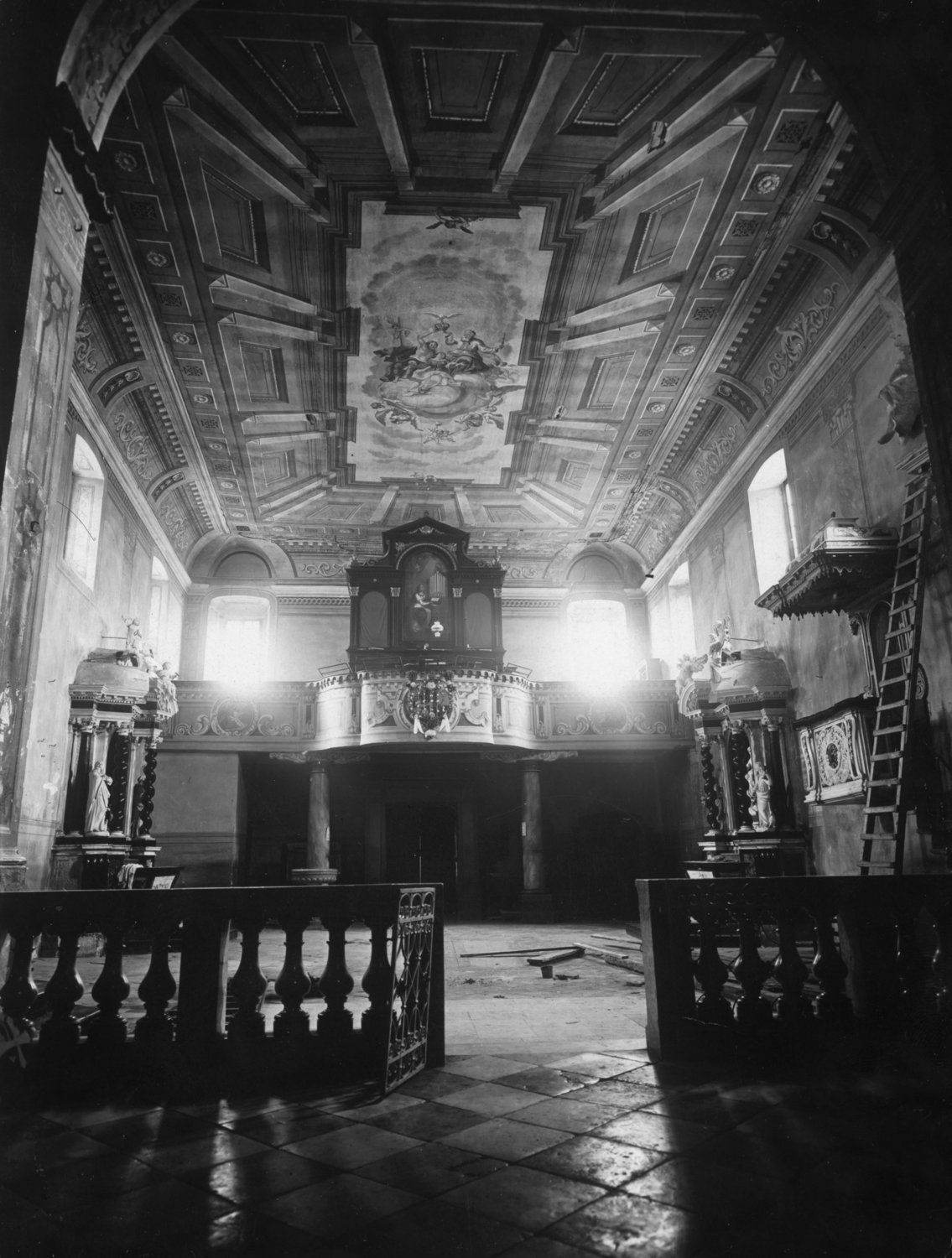
Interno della chiesa della Pieve di Sant'Ulderico a Dolina

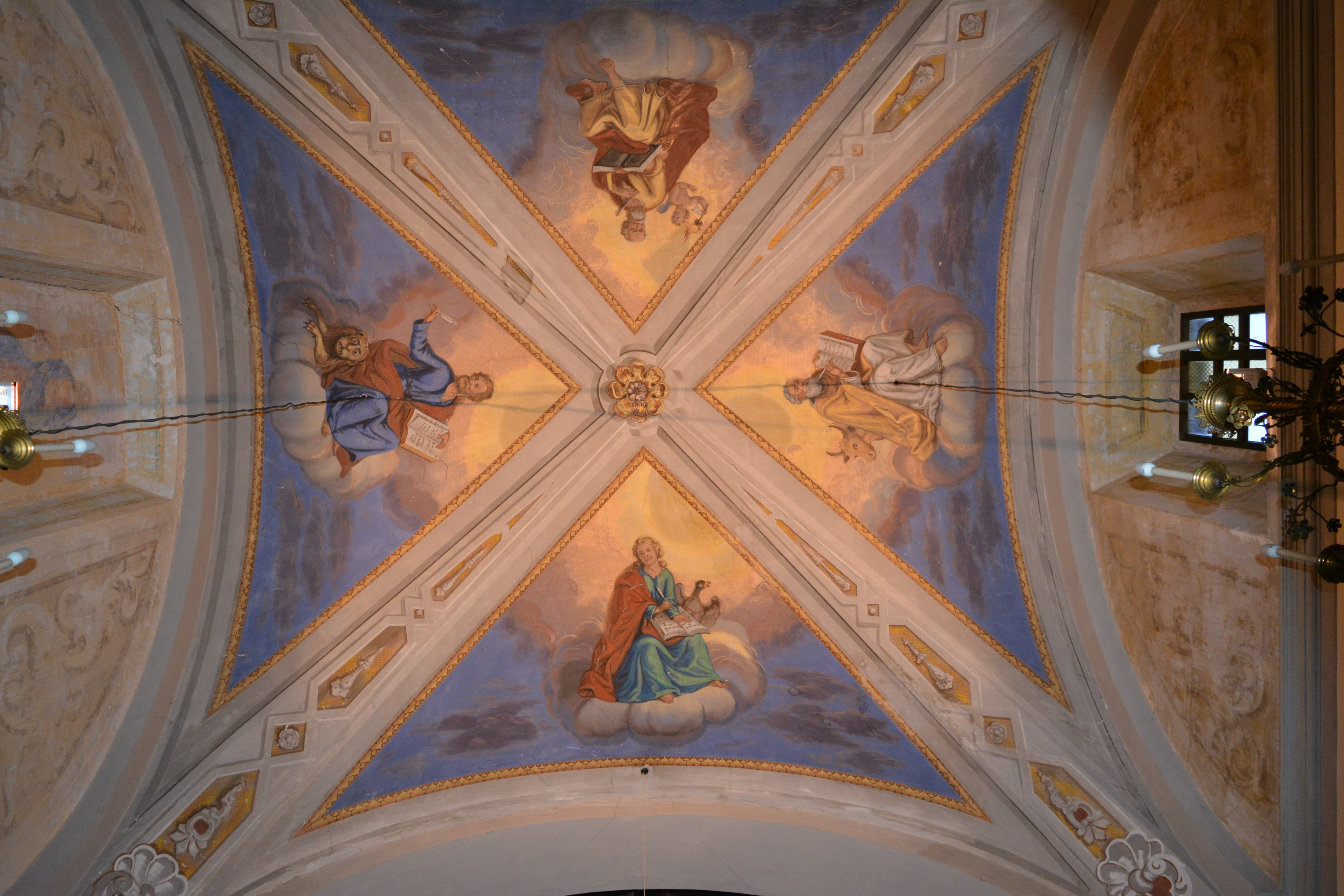
Presbiterio della chiesa di sant'Ulderico a Dolina, opera del Tavčer d'Idria, 1877

La chiesa della pieve Matrice di Sant'Ulderico vescovo e confessore è l'edificio di culto più antico del comune di San Dorligo della Valle/Dolina e tra le più antiche della Diocesi tergestina. La chiesa è sede principale della 
Pieve matrice di Sant'Ulderico (Prafara Svetega Urha Škofa v Dolini pri Trstu in sloveno).
Già dal XIII secolo sia ha notizia della pieve di Dolina. L'antica chiesa plebanale, ricostruita tra il XIII e il XIV secolo, fu demolita nel Seicento per far posto all'attuale parrocchiale, costruita tra il 1630 e il 1724. La chiesa di Dolina fu sede decanale fino al 1948, quando il decanato di Dolina fu aggregato a quello di Opicina.
L’antica chiesa matrice dedicata al Santo vescovo di Augsburg (Baviera), al centro di un sagrato e protetta da antiche mura, è uno degli edifici di culto più antichi della Diocesi Tergestina. La forma attuale, rettangolare a navata unica con profonda abside pentagonale, assume queste forme tra il XVII e il XVIII secolo, quando il nuovo edificio prese il posto della chiesa medievale.

## L'arredo interno
All’interno della chiesa troviamo 5 altari monumentali del XVII e XVIII, in marmi policromi, uno sfarzoso pulpito in marmo, il fonte battesimale del Seicento, un organo a canne della ditta F. Goršič di Lubiana del 1878 e altri arredi sacri di notevole pregio.	 Nel 1763 I’Imperatrice Maria Teresa d'Austria donò alla Pieve di Dolina un prezioso parato liturgico ed un calice. La commissione delle importanti opere architettoniche del Settecento presenti nella chiesa sono attribuibili al pievano di Dolina il barone Johannes Ernst von Raunach. Gli affreschi interni del 1877 sono stati invece commissionati dal decano e pievano cavalier Jurij Jan.
Già sede decanale di grande importanza, entro i confini dello stato asburgico, nel 1790 comprendeva ben 42 chiese filiali poste in buona parte in area carsica e istriana. Nel 1615 durante la cosiddetta “guerra degli Uscocchi”, i Veneziani attaccarono ed incendiarono l’abitato di sant’Ulderico e la chiesa, distruggendo di fatto un patrimonio secolare. Nel 1626 l’edificio di culto fu ricostruito e inaugurato sotto il patrocinio del vicario del vescovo e pievano di Dolina, Benco Fogarin.

## Il sagrato della chiesa

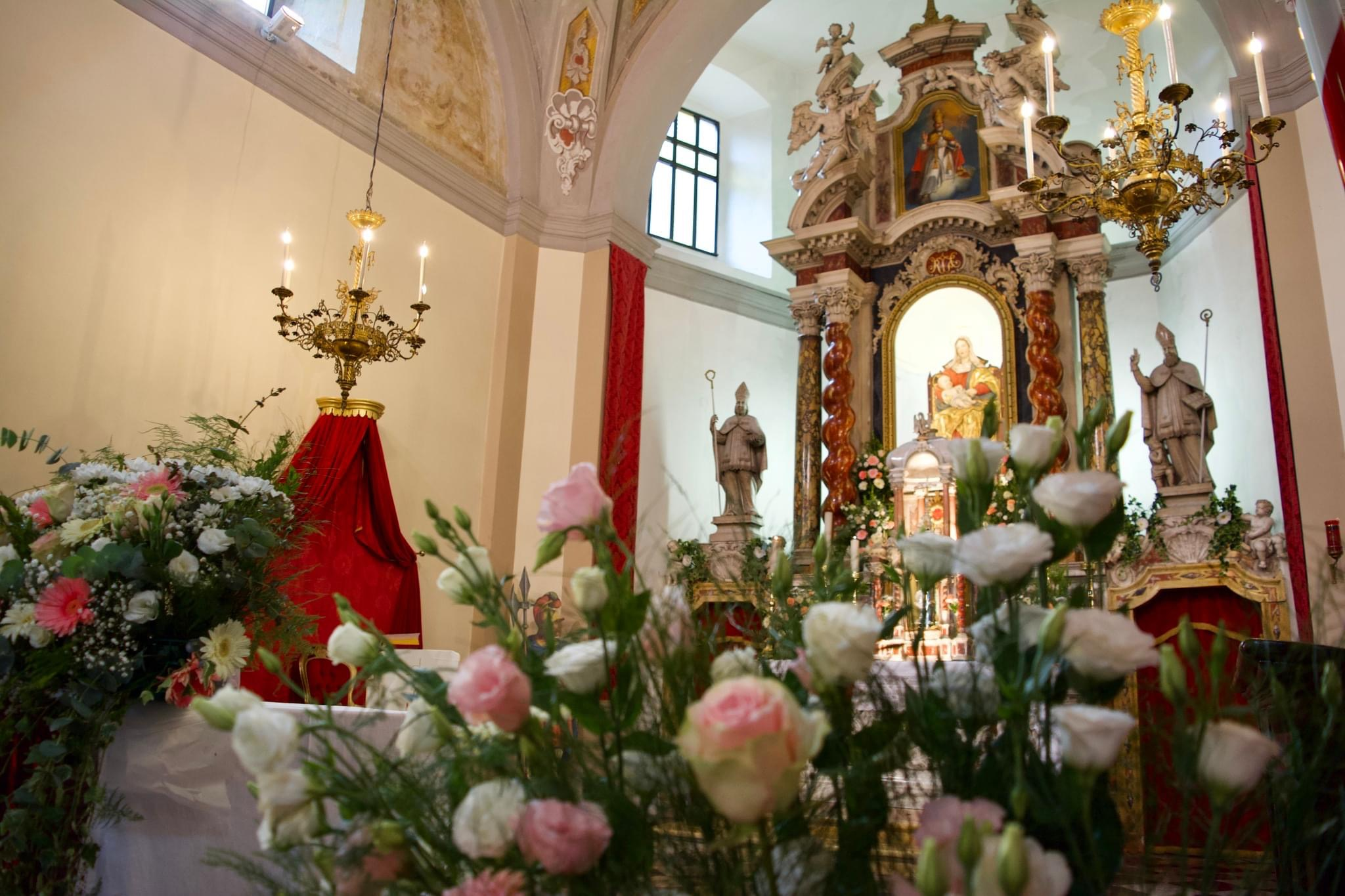
Presbiterio barocco di Dolina con la Cattedra

Nel terreno prospiciente la chiesa è posto il sagrato e un’area ora inerbata, ma che in passato, almeno dai primi del Quattrocento, era adibita a cimitero della Pieve. Tutta l’area è delimitata a valle da una robusta muratura di contenimento, che anticamentene cingeva tutta la sommità dell’abitato, poiché nelle fonti documentarie del Seicento, questa viene definita come “oppidum”, ossia luogo fortificato. Dei tre punti di accesso, il più curioso è sicuramente quello chiamato “Passaggio del Nonzolo”, perché utilizzato dal sacrestano che abitava nell’antico edificio denominato “Casa del Nonzolo”, demolito nel 1833 per dare spazio all’edificio scolastico austriaco, che dalla fine della Prima Guerra mondiale è sede dell’attuale Caserma
dei Carabinieri.	

## I campanili

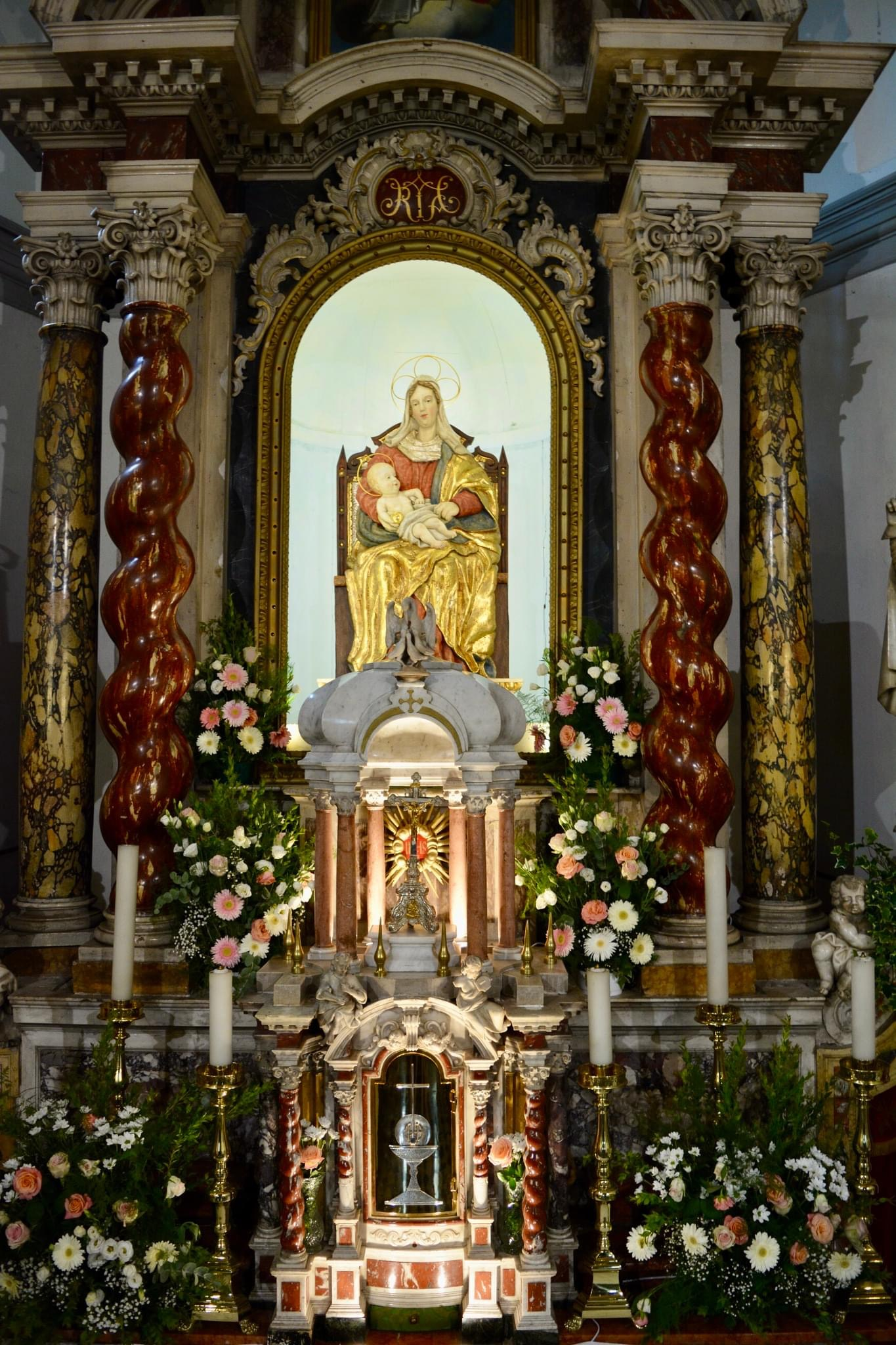
Coppia della Statuta lignea raffigurante l’antica Madonna della Pieve del XIV secolo con il bambino, donata dall'Arcivescovo di Trieste mons. Giampaolo Crepaldi il 4 luglio 2022 in occasione della festa del Patrocinio della Pieve.

L’antico campanile della Pieve, documentato già nel 1359, era collocato, in aderenza, a destra della
facciata della chiesa. Nel 1790 il pievano di Dolina, decise di costruire una nuova torre campanaria, alta ben 26 metri e distaccata dall’edificio di culto. I lavori, che prevedevano la demolizione del manufatto 
precedente e un restauro della chiesa, furono ultimati nel 1792, grazie alle elargizioni dei paesani e ad un contributo della Corte Asburgica. Durante la Grande Guerra, nella notte del 26 marzo 1918, il campanile fu colpito da un fulmine di inaudita potenza, che lo rase praticamente al suolo	.  Sul muro di cinta venne quindi eretto un campanile provvisorio e appena nel 1953, sotto il Governo Militare Alleato del Territorio Libero di Trieste, ricostruito, nelle forme attuali.  La torre dispone di un concerto di tre campane, dedicate 
rispettivamente a Sant'Ulderico (la campana grande, fusa a Udine nel 1952 dalla fonderia Lucio Broili ed intonata in Do), a San Martino (la campana mezzana, fusa a Udine nel 1952 dalla fonderia Lucio Broili ed intonata in Mi) e alla Vergine Maria (la campana piccola, fusa a Trieste nel 1922 dalla fonderia Francesco e Romeo Lapagna ed intonata in Sol). L’attuale orologio del campanile, della ditta Solari di Pesariis, fu acquistato dal Comune di Dolina, mentre quello precedente era di proprietà della Srenja/Comunella di Dolina	.

## Voci correlate

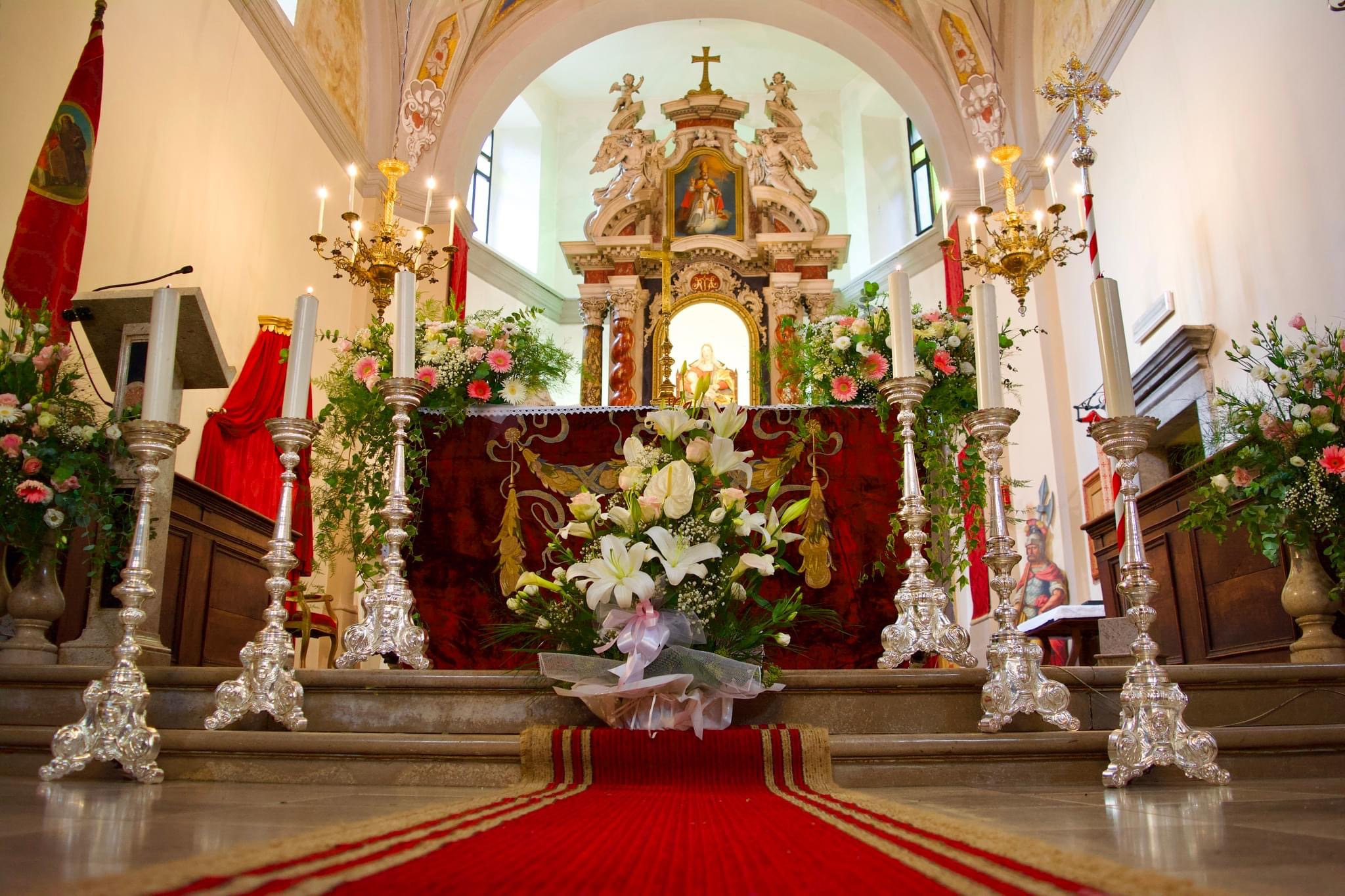
Presbiterio della Pieve di Dolina con l'antica cattedra vescovile